# Kota Baru (Kunto Darussalam)
Kota Baru is een bestuurslaag in het regentschap Rokan Hulu van de provincie Riau, Indonesië. Kota Baru telt 3411 inwoners (volkstelling 2010).